# Fira del Ram de Palma

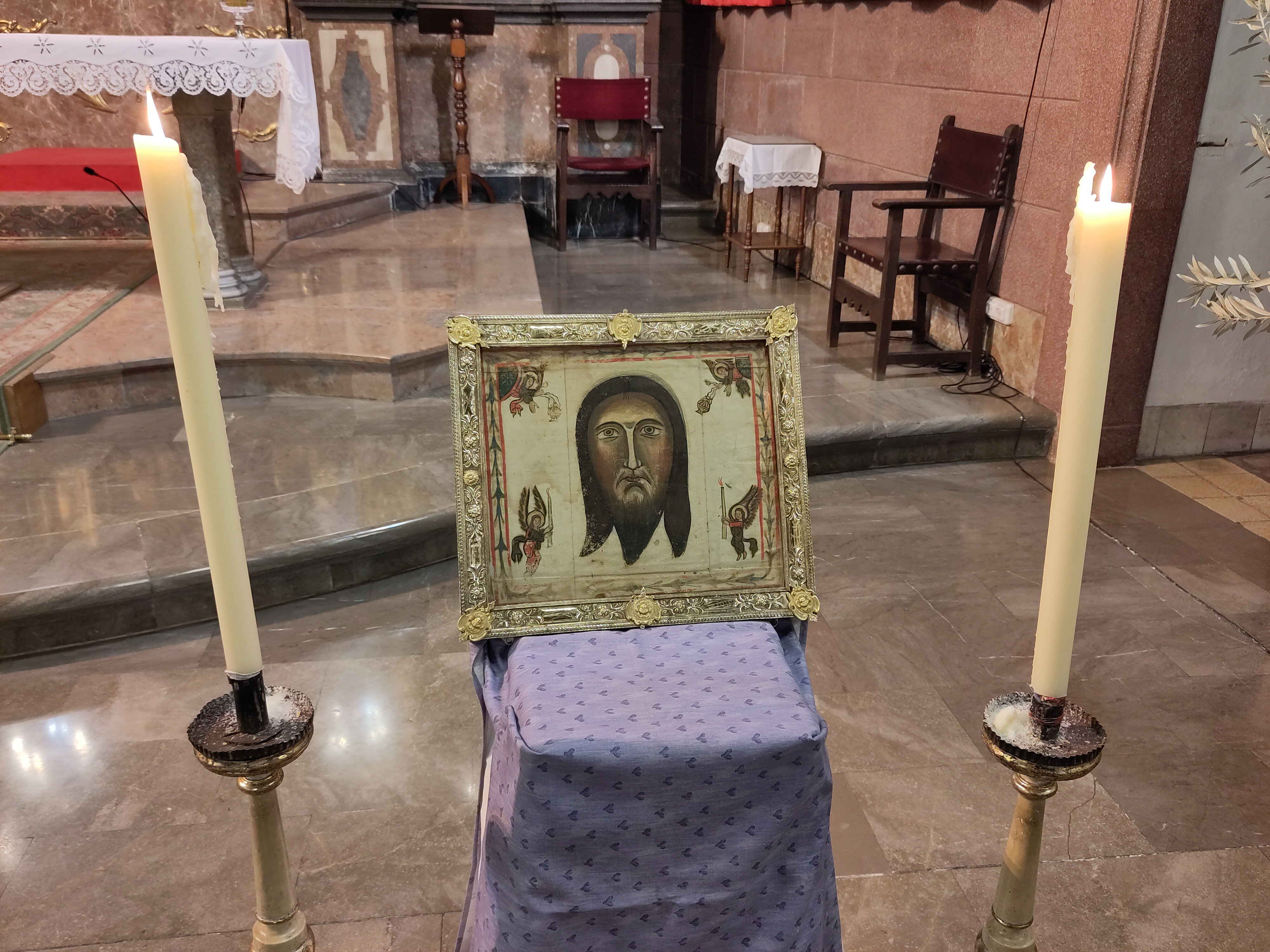
Imatge de la Santa Faç, exposada el Diumenge del Ram del 2023 a l'església de la Concepció

La fira del Ram de Palma és una fira d'atraccions que se celebra cada any amb motiu del Diumenge del Ram i que actualment s'estén al llarg dels mesos de març i abril. Malgrat el seu format actual, l'origen es troba al segle xix en una imatge de la Santa Faç que s'exhibia a l'antic convent de Santa Margalida: al voltant d'aquesta atracció, proliferà un conjunt de paradetes que venien estampes i menjar que, amb els anys, incorporà també atraccions.

## Història
L'origen de la fira es troba en la imatge de la Santa Faç de l'antic convent de Santa Margalida, situat a la cantonada del carrer de Sant Miquel i el carrer dels Oms. Es tracta d'una imatge procedent d'Itàlia d'origen desconegut que s'exposava cada any el Diumenge del Ram, el Dimecres Sant i el dia de la Nativitat de la Mare de Déu. Per la gran popularitat que assolí la imatge, el Diumenge del Ram s'instal·laren venedors d'estampetes, figures i objectes de devoció, i més endavant també de venedors de menjar, juguetes i altres, entorn del convent. Amb l'exclaustració de 1837, les monges de Santa Margalida es traslladaren al convent de la Concepció; segons Antoni Maria Alcover i Baltasar Piña, la fira nasqué abans, entorn del convent de Santa Margalida, i posteriorment es traslladà a la Concepció, però segons Gabriel Llompart nasqué cap a mitjan segle, ja als entorns de la Concepció.
La fira cresqué de la Concepció fins a l'Hospital, i finalment, per qüestions d'espai, es traslladà a la Rambla. Allà s'instal·laren, a final del segle xix, els primers carrusels, i més endavant altres atraccions que donaren lloc a l'actual Fira del Ram. A començament de segle xx anà cresquent de la Rambla fins a la plaça del Tub. Els anys vuitanta, es traslladà uns anys al que avui és el parc de la Mar, i més tard es traslladà al Polígon de Llevant, on avui en dia hi ha el Parc Krekovic. Els anys noranta se celebrava al lloc que avui ocupa el parc de sa Riera i, ja en el segle xxi, la fira es mudà al recinte de Son Fusteret.